# Adolf Kreusler
Adolf Karl Wilhelm Ferdinand Kreusler (* 12. April 1824 in Arolsen; † 12. April 1894 in Hamburg) war ein deutscher evangelisch-lutherischer Theologe und Hauptpastor an St. Petri in Hamburg.

## Leben

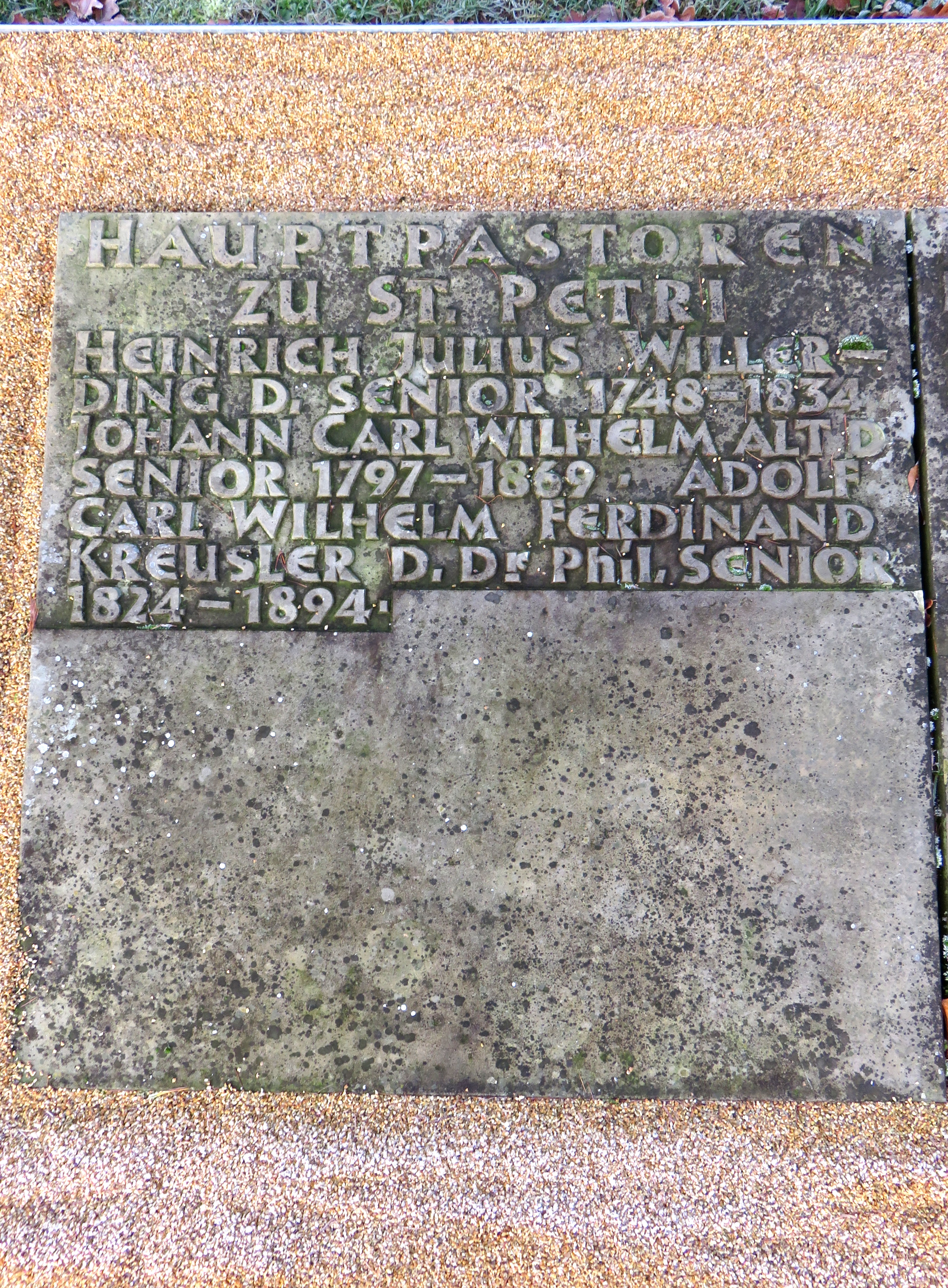
„Adolf Karl Wilhelm Ferdinand Kreusler D. Dr. Phil. Senior“, Doppelsammelgrabplatte Hauptpastoren zu St. Petri / Pastoren zu St. Petri, Friedhof Ohlsdorf

Kreusler studierte ab 1844 Evangelische Theologie an der Universität Jena. Zwischen 1847 und 1850 war er als Privatlehrer tätig. Anschließend wurde er Frühprediger und Konrektor in Mengeringhausen und später Rektor in Pyrmont. 1853 wurde er zum Pastor an der Oesdorfer Kirche in Pyrmont gewählt.
1871 wurde er Hauptpastor an St. Petri in Hamburg. Kreusler machte sich hier besonders um den Wiederaufbau des Kirchturmes verdient, der beim großen Brand von 1842 zerstört worden war. Von 1891 bis zu seinem Tod war er als Senior der Leitende Geistliche der Evangelisch-Lutherischen Kirche im Hamburgischen Staate.
An Adolf Kreusler wird auf der Doppelsammelgrabplatte Hauptpastoren zu St. Petri / Pastoren zu St. Petri des Althamburgischen Gedächtnisfriedhofs, Friedhof Ohlsdorf, erinnert.
Die Straße neben der Petrikirche in der Hamburger Altstadt wurde 1910 nach ihm in Kreuslerstraße benannt.

## Schriften
- Predigt zur Weihe des Thurmes der St. Petrikirche am 7. Mai 1878. (Katalog-ID): 342096990, Hamburg, Nolte 1878
- mit C. Manchot: Aktenstücke zur Reorganisationsarbeit der Kirche. PPN (Katalog-ID): 726482439. In: Zeitschrift für die Evangelisch-Lutherische Kirche in Hamburg 1 (1895), S. 81–120
- Antrittspredigt gehalten bei seiner Einführung in das Amt eines Hauptpastors zu St. Petri am 5. März 1872. PPN (Katalog-ID): 33405639X, Hamburg, Nolte, 1872
- Denkschrift des Ministeriums an den Stadtkonvent, die kirchliche Notlage in Hamburg betreffend : Januar 1894. PPN (Katalog-ID): 688149960. In: Zeitschrift für die Evangelisch-Lutherische Kirche in Hamburg 1.1894/95 (1895), S. 82–98
- Die Bugenhagen-Feier des Hamburgischen Johanneums, PPN (Katalog-ID): 352612053, Johanneum; Hoche, Richard; Rinn, H.; Kreusler, Adolf, In Festbericht vom Direktor [Richard] (Hoche). - II. Vortrag von H. Rinn. - III. Festpredigt von Adolf Kreusler, In Programm Gelehrtenschule des Johanneums zu Hamburg Hamburg, (1881)